# Giro d'Italia 1998
Il Giro d'Italia 1998, ottantunesima edizione della "Corsa Rosa", si svolse in ventidue tappe precedute da un cronoprologo iniziale dal 16 maggio al 7 giugno 1998, per un percorso totale di 3 811,6 km. Fu vinto da Marco Pantani.
Pantani trionfò dopo un appassionante duello con Pavel Tonkov, risoltosi nella tappa di Plan di Montecampione, dove il romagnolo scattò continuamente sull'ultima ascesa staccando il suo tenace avversario solo a tre chilometri dal traguardo. Alex Zülle, che sembrava avere in pugno la corsa dopo la netta affermazione nella cronometro di Trieste, crollò sulle Alpi e terminò il Giro a più di mezz'ora da Pantani.
Dopo cinque edizioni consecutive trasmesse dalle reti Mediaset il Giro tornò alla Rai. In questa edizione, che vide il ritorno di Adriano De Zan come telecronista, fece il suo esordio come commentatore tecnico Davide Cassani.

## Tappe
| Tappa  | Data      | Percorso                                           | km      | Vincitore di tappa  | Leader cl. generale |
| ------ | --------- | -------------------------------------------------- | ------- | ------------------- | ------------------- |
| prol.  | 16 maggio | Nizza (FRA) > Nizza (FRA) (cron. individuale)      | 7       | Alex Zülle          | Alex Zülle          |
| 1ª     | 17 maggio | Nizza (FRA) > Cuneo                                | 162     | Mariano Piccoli     | Alex Zülle          |
| 2ª     | 18 maggio | Alba > Imperia                                     | 160     | Ángel Edo           | Alex Zülle          |
| 3ª     | 19 maggio | Rapallo > Forte dei Marmi                          | 196     | Nicola Minali       | Serhij Hončar       |
| 4ª     | 20 maggio | Viareggio > Monte Argentario                       | 239     | Nicola Miceli       | Serhij Hončar       |
| 5ª     | 21 maggio | Orbetello > Frascati                               | 206     | Mario Cipollini     | Michele Bartoli     |
| 6ª     | 22 maggio | Maddaloni > Lago Laceno                            | 160     | Alex Zülle          | Alex Zülle          |
| 7ª     | 23 maggio | Montella > Matera                                  | 235     | Mario Cipollini     | Alex Zülle          |
| 8ª     | 24 maggio | Matera > Lecce                                     | 191     | Mario Cipollini     | Alex Zülle          |
| 9ª     | 25 maggio | Foggia > Vasto                                     | 169     | Glenn Magnusson     | Alex Zülle          |
| 10ª    | 26 maggio | Vasto > Macerata                                   | 212     | Mario Cipollini     | Alex Zülle          |
| 11ª    | 27 maggio | Macerata > San Marino (SMR)                        | 214     | Andrea Noè          | Alex Zülle          |
| 12ª    | 28 maggio | San Marino (SMR) > Carpi                           | 202     | Laurent Roux        | Laurent Roux        |
| 13ª    | 29 maggio | Carpi > Schio                                      | 166     | Michele Bartoli     | Andrea Noè          |
| 14ª    | 30 maggio | Schio > Piancavallo                                | 165     | Marco Pantani       | Alex Zülle          |
| 15ª    | 31 maggio | Trieste > Trieste (cron. individuale)              | 40      | Alex Zülle          | Alex Zülle          |
| 16ª    | 1º giugno | Udine > Asiago                                     | 236     | Fabiano Fontanelli  | Alex Zülle          |
| 17ª    | 2 giugno  | Asiago > Selva di Val Gardena                      | 215     | Giuseppe Guerini    | Marco Pantani       |
| 18ª    | 3 giugno  | Selva di Val Gardena > Alpe di Pampeago            | 115     | Pavel Tonkov        | Marco Pantani       |
| 19ª    | 4 giugno  | Cavalese > Plan di Montecampione                   | 243     | Marco Pantani       | Marco Pantani       |
| 20ª    | 5 giugno  | Darfo Boario Terme > Mendrisio (CHE)               | 143     | Gian Matteo Fagnini | Marco Pantani       |
| 21ª    | 6 giugno  | Mendrisio (CHE) > Lugano (CHE) (cron. individuale) | 34      | Serhij Hončar       | Marco Pantani       |
| 22ª    | 7 giugno  | Lugano (CHE) > Milano                              | 101,6   | Gian Matteo Fagnini | Marco Pantani       |
| Totale | Totale    | Totale                                             | 3 811,6 |                     |                     |

## Squadre e corridori partecipanti
| N.    | Cod. | Squadra                     |
| ----- | ---- | --------------------------- |
| 1-9   | SAE  | Saeco-Cannondale            |
| 11-19 | AMO  | Amore & Vita-Forzarcore     |
| 21-29 | ASI  | Asics-CGA                   |
| 31-39 | BAL  | Ballan                      |
| 41-49 | BRE  | Brescialat-Liquigas         |
| 51-59 | CTA  | Cantina Tollo-Alexia Allum. |
| 61-69 | CSO  | Casino-Ag2r                 |
| 71-79 | FES  | Festina-Lotus               |
| 81-89 | KEL  | Kelme-Costa Blanca          |

| N.      | Cod. | Squadra                      |
| ------- | ---- | ---------------------------- |
| 91-99   | MAP  | Mapei-Bricobi                |
| 101-109 | MER  | Mercatone Uno-Bianchi        |
| 111-119 | RIS  | Riso Scotti-MG Boys Magl.    |
| 121-129 | ROS  | Ros Mary-Amica Chips         |
| 131-139 | SCR  | Scrigno-Gaerne               |
| 141-149 | PLT  | Team Polti                   |
| 151-159 | TVM  | TVM-Farm Frites              |
| 161-169 | VIN  | Vini Caldirola-Longoni Sport |
| 171-179 | VIT  | Vitalicio Seguros            |

## Dettagli delle tappe

### Prologo
- 16 maggio: Nizza (FRA) > Nizza (FRA) - Cronometro individuale – 7 km

Risultati
| Pos. | Corridore        | Squadra       | Tempo |
| ---- | ---------------- | ------------- | ----- |
| 1    | Alex Zülle       | Festina       | 7'55" |
| 2    | Serhij Hončar    | Cantina Tollo | a 1"  |
| 3    | Artūras Kasputis | Casino-Ag2r   | a 10" |

| Pos. | Corridore        | Squadra       | Tempo |
| ---- | ---------------- | ------------- | ----- |
| 1    | Alex Zülle       | Festina       | 7'55" |
| 2    | Serhij Hončar    | Cantina Tollo | a 1"  |
| 3    | Artūras Kasputis | Casino-Ag2r   | a 10" |

### 1ª tappa
- 17 maggio: Nizza (FRA) > Cuneo – 162 km

Risultati
| Pos. | Corridore       | Squadra    | Tempo    |
| ---- | --------------- | ---------- | -------- |
| 1    | Mariano Piccoli | Brescialat | 3h55'39" |
| 2    | Michele Bartoli | Asics      | s.t.     |
| 3    | Fabrizio Guidi  | Team Polti | s.t.     |

| Pos. | Corridore        | Squadra       | Tempo    |
| ---- | ---------------- | ------------- | -------- |
| 1    | Alex Zülle       | Festina       | 4h03'34" |
| 2    | Serhij Hončar    | Cantina Tollo | a 1"     |
| 3    | Artūras Kasputis | Casino-Ag2r   | a 10"    |

### 2ª tappa
- 18 maggio: Alba > Imperia – 160 km

Risultati
| Pos. | Corridore       | Squadra    | Tempo    |
| ---- | --------------- | ---------- | -------- |
| 1    | Ángel Edo       | Kelme      | 3h53'23" |
| 2    | Mariano Piccoli | Brescialat | s.t.     |
| 3    | Nicola Loda     | Ballan     | s.t.     |

| Pos. | Corridore       | Squadra       | Tempo    |
| ---- | --------------- | ------------- | -------- |
| 1    | Alex Zülle      | Festina       | 7h56'57" |
| 2    | Serhij Hončar   | Cantina Tollo | a 1"     |
| 3    | Michele Bartoli | Asics         | a 10"    |

### 3ª tappa
- 19 maggio: Rapallo > Forte dei Marmi – 196 km

Risultati
| Pos. | Corridore        | Squadra       | Tempo    |
| ---- | ---------------- | ------------- | -------- |
| 1    | Nicola Minali    | Brescialat    | 4h44'34" |
| 2    | Massimo Strazzer | Cantina Tollo | s.t.     |
| 3    | Francesco Arazzi | Amica Chips   | s.t      |

| Pos. | Corridore       | Squadra       | Tempo     |
| ---- | --------------- | ------------- | --------- |
| 1    | Serhij Hončar   | Cantina Tollo | 12h41'32" |
| 2    | Michele Bartoli | Asics         | a 9"      |
| 3    | Mariano Piccoli | Brescialat    | a 12"     |

### 4ª tappa
- 20 maggio: Viareggio > Monte Argentario – 239 km

Risultati
| Pos. | Corridore       | Squadra     | Tempo    |
| ---- | --------------- | ----------- | -------- |
| 1    | Nicola Miceli   | Riso Scotti | 6h15'29" |
| 2    | Michele Bartoli | Asics       | a 3"     |
| 3    | Mariano Piccoli | Brescialat  | a 3"     |

| Pos. | Corridore       | Squadra       | Tempo    |
| ---- | --------------- | ------------- | -------- |
| 1    | Serhij Hončar   | Cantina Tollo | 18h57'4" |
| 2    | Michele Bartoli | Asics         | a 1"     |
| 3    | Mariano Piccoli | Brescialat    | a 8"     |

### 5ª tappa
- 21 maggio: Orbetello > Frascati – 206 km

Risultati
| Pos. | Corridore         | Squadra        | Tempo    |
| ---- | ----------------- | -------------- | -------- |
| 1    | Mario Cipollini   | Saeco          | 4h44'25" |
| 2    | Silvio Martinello | Team Polti     | s.t.     |
| 3    | Sergej Smetanin   | Vitalicio Seg. | s.t.     |

| Pos. | Corridore       | Squadra       | Tempo     |
| ---- | --------------- | ------------- | --------- |
| 1    | Michele Bartoli | Asics         | 23h41'26" |
| 2    | Serhij Hončar   | Cantina Tollo | a 3"      |
| 3    | Mariano Piccoli | Brescialat    | a 11"     |

### 6ª tappa
- 22 maggio: Maddaloni > Lago Laceno – 160 km

Risultati
| Pos. | Corridore       | Squadra    | Tempo    |
| ---- | --------------- | ---------- | -------- |
| 1    | Alex Zülle      | Festina    | 4h21'43" |
| 2    | Michele Bartoli | Asics      | a 24"    |
| 3    | Luc Leblanc     | Team Polti | s.t.     |

| Pos. | Corridore       | Squadra    | Tempo     |
| ---- | --------------- | ---------- | --------- |
| 1    | Alex Zülle      | Festina    | 28h03'12" |
| 2    | Michele Bartoli | Asics      | a 13"     |
| 3    | Luc Leblanc     | Team Polti | a 50"     |

### 7ª tappa
- 23 maggio: Montella > Matera – 235 km

Risultati
| Pos. | Corridore       | Squadra     | Tempo    |
| ---- | --------------- | ----------- | -------- |
| 1    | Mario Cipollini | Saeco       | 6h30'00" |
| 2    | Fabio Baldato   | Riso Scotti | s.t.     |
| 3    | Ángel Edo       | Kelme       | s.t.     |

| Pos. | Corridore       | Squadra    | Tempo     |
| ---- | --------------- | ---------- | --------- |
| 1    | Alex Zülle      | Festina    | 34h33'12" |
| 2    | Michele Bartoli | Asics      | a 11"     |
| 3    | Luc Leblanc     | Team Polti | a 50"     |

### 8ª tappa
- 24 maggio: Matera > Lecce – 191 km

Risultati
| Pos. | Corridore         | Squadra    | Tempo    |
| ---- | ----------------- | ---------- | -------- |
| 1    | Mario Cipollini   | Saeco      | 5h08'47" |
| 2    | Silvio Martinello | Team Polti | s.t.     |
| 3    | Endrio Leoni      | Ballan     | s.t.     |

| Pos. | Corridore       | Squadra    | Tempo     |
| ---- | --------------- | ---------- | --------- |
| 1    | Alex Zülle      | Festina    | 39h41'59" |
| 2    | Michele Bartoli | Asics      | a 5"      |
| 3    | Luc Leblanc     | Team Polti | a 50"     |

### 9ª tappa
- 25 maggio: Foggia > Vasto – 169 km

Risultati
| Pos. | Corridore         | Squadra      | Tempo    |
| ---- | ----------------- | ------------ | -------- |
| 1    | Glenn Magnusson   | Amore & Vita | 3h55'43" |
| 2    | Silvio Martinello | Team Polti   | s.t.     |
| 3    | Mario Cipollini   | Saeco        | s.t.     |

| Pos. | Corridore       | Squadra    | Tempo     |
| ---- | --------------- | ---------- | --------- |
| 1    | Alex Zülle      | Festina    | 43h37'42" |
| 2    | Michele Bartoli | Asics      | a 5"      |
| 3    | Luc Leblanc     | Team Polti | a 50"     |

### 10ª tappa
- 26 maggio: Vasto > Macerata – 212 km

Risultati
| Pos. | Corridore         | Squadra    | Tempo    |
| ---- | ----------------- | ---------- | -------- |
| 1    | Mario Cipollini   | Saeco      | 5h10'43" |
| 2    | Silvio Martinello | Team Polti | s.t.     |
| 3    | Endrio Leoni      | Ballan     | s.t.     |

| Pos. | Corridore       | Squadra    | Tempo     |
| ---- | --------------- | ---------- | --------- |
| 1    | Alex Zülle      | Festina    | 48h48'25" |
| 2    | Michele Bartoli | Asics      | a 5"      |
| 3    | Luc Leblanc     | Team Polti | a 50"     |

### 11ª tappa
- 27 maggio: Macerata > San Marino (SMR) – 214 km

Risultati
| Pos. | Corridore     | Squadra       | Tempo    |
| ---- | ------------- | ------------- | -------- |
| 1    | Andrea Noè    | Asics         | 5h12'20" |
| 2    | Marco Pantani | Mercatone Uno | a 7"     |
| 3    | Pavel Tonkov  | Mapei         | a 10"    |

| Pos. | Corridore       | Squadra    | Tempo     |
| ---- | --------------- | ---------- | --------- |
| 1    | Alex Zülle      | Festina    | 54h00'55" |
| 2    | Michele Bartoli | Asics      | a 5"      |
| 3    | Luc Leblanc     | Team Polti | a 50"     |

### 12ª tappa
- 28 maggio: San Marino (SMR) > Carpi – 202 km

Risultati
| Pos. | Corridore            | Squadra        | Tempo    |
| ---- | -------------------- | -------------- | -------- |
| 1    | Laurent Roux         | TVM-Farm Frh   | 4h37'08" |
| 2    | Sergej Smetanin      | Vitalicio Seg. | s.t.     |
| 3    | Germano Pierdomenico | Cantina Tollo  | a 2"     |

| Pos. | Corridore    | Squadra      | Tempo     |
| ---- | ------------ | ------------ | --------- |
| 1    | Laurent Roux | TVM-Farm Frh | 58h39'50" |
| 2    | Andrea Noè   | Asics        | a 19"     |
| 3    | Alex Zülle   | Festina      | a 35"     |

### 13ª tappa
- 29 maggio: Carpi > Schio – 166 km

Risultati
| Pos. | Corridore        | Squadra    | Tempo    |
| ---- | ---------------- | ---------- | -------- |
| 1    | Michele Bartoli  | Asics      | 3h58'02" |
| 2    | Giuseppe Guerini | Team Polti | s.t.     |
| 3    | Paolo Bettini    | Asics      | s.t.     |

| Pos. | Corridore       | Squadra | Tempo     |
| ---- | --------------- | ------- | --------- |
| 1    | Andrea Noè      | Asics   | 62h38'14" |
| 2    | Michele Bartoli | Asics   | a 6"      |
| 3    | Alex Zülle      | Festina | a 37"     |

### 14ª tappa
- 30 maggio: Schio > Piancavallo – 165 km

Risultati
| Pos. | Corridore     | Squadra       | Tempo    |
| ---- | ------------- | ------------- | -------- |
| 1    | Marco Pantani | Mercatone Uno | 4h22'11" |
| 3    | Pavel Tonkov  | Mapei         | a 13"    |
| 3    | Alex Zülle    | Festina       | s.t.     |

| Pos. | Corridore     | Squadra       | Tempo     |
| ---- | ------------- | ------------- | --------- |
| 1    | Alex Zülle    | Festina       | 67h01'11" |
| 2    | Marco Pantani | Mercatone Uno | a 22"     |
| 3    | Pavel Tonkov  | Mapei         | a 40"     |

### 15ª tappa
- 31 maggio: Trieste > Trieste - Cronometro individuale – 40 km

Risultati
| Pos. | Corridore     | Squadra       | Tempo   |
| ---- | ------------- | ------------- | ------- |
| 1    | Alex Zülle    | Festina       | 44'38"  |
| 2    | Serhij Hončar | Cantina Tollo | a 53"   |
| 3    | Pavel Tonkov  | Mapei         | a 1'22" |

| Pos. | Corridore     | Squadra       | Tempo     |
| ---- | ------------- | ------------- | --------- |
| 1    | Alex Zülle    | Festina       | 67h45'49" |
| 2    | Pavel Tonkov  | Mapei         | a 2'02"   |
| 3    | Marco Pantani | Mercatone Uno | a 3'48"   |

### 16ª tappa
- 1º giugno: Udine > Asiago – 236 km

Risultati
| Pos. | Corridore          | Squadra       | Tempo    |
| ---- | ------------------ | ------------- | -------- |
| 1    | Fabiano Fontanelli | Mercatone Uno | 5h53'53" |
| 2    | Paolo Bettini      | Asics         | s.t.     |
| 3    | Mario Scirea       | Saeco         | s.t.     |

| Pos. | Corridore     | Squadra | Tempo     |
| ---- | ------------- | ------- | --------- |
| 1    | Alex Zülle    | Festina | 73h51'28" |
| 2    | Pavel Tonkov  | Mapei   | a 2'02"   |
| 3    | Paolo Bettini | Asics   | a 3'29"   |

### 17ª tappa
- 2 giugno: Asiago > Selva di Val Gardena – 215 km

Risultati
| Pos. | Corridore           | Squadra       | Tempo    |
| ---- | ------------------- | ------------- | -------- |
| 1    | Giuseppe Guerini    | Team Polti    | 6h16'58" |
| 2    | Marco Pantani       | Mercatone Uno | s.t.     |
| 3    | José Jaime González | Kelme         | a 2'04"  |

| Pos. | Corridore        | Squadra       | Tempo     |
| ---- | ---------------- | ------------- | --------- |
| 1    | Marco Pantani    | Mercatone Uno | 80h12'02" |
| 2    | Pavel Tonkov     | Mapei         | a 30"     |
| 3    | Giuseppe Guerini | Team Polti    | a 31"     |

### 18ª tappa
- 3 giugno: Selva di Val Gardena > Alpe di Pampeago – 115 km

Risultati
| Pos. | Corridore     | Squadra       | Tempo    |
| ---- | ------------- | ------------- | -------- |
| 1    | Pavel Tonkov  | Mapei         | 3h36'53" |
| 2    | Marco Pantani | Mercatone Uno | a 1"     |
| 3    | Nicola Miceli | Riso Scotti   | a 44"    |

| Pos. | Corridore        | Squadra       | Tempo     |
| ---- | ---------------- | ------------- | --------- |
| 1    | Marco Pantani    | Mercatone Uno | 83h48'46" |
| 2    | Pavel Tonkov     | Mapei         | a 27"     |
| 3    | Giuseppe Guerini | Team Polti    | a 1'47"   |

### 19ª tappa
- 4 giugno: Cavalese > Plan di Montecampione – 243 km

Risultati
| Pos. | Corridore        | Squadra       | Tempo    |
| ---- | ---------------- | ------------- | -------- |
| 1    | Marco Pantani    | Mercatone Uno | 7h42'52" |
| 2    | Pavel Tonkov     | Mapei         | a 57"    |
| 3    | Giuseppe Guerini | Team Polti    | a 3'16"  |

| Pos. | Corridore        | Squadra       | Tempo     |
| ---- | ---------------- | ------------- | --------- |
| 1    | Marco Pantani    | Mercatone Uno | 91h31'26" |
| 2    | Pavel Tonkov     | Mapei         | a 1'28"   |
| 3    | Giuseppe Guerini | Team Polti    | a 5'11"   |

### 20ª tappa
- 5 giugno: Darfo Boario Terme > Mendrisio (CHE) – 143 km

Risultati
| Pos. | Corridore           | Squadra    | Tempo    |
| ---- | ------------------- | ---------- | -------- |
| 1    | Gian Matteo Fagnini | Saeco      | 3h31'29" |
| 2    | Mariano Piccoli     | Brescialat | s.t.     |
| 3    | Wladimir Belli      | Festina    | s.t.     |

| Pos. | Corridore        | Squadra       | Tempo     |
| ---- | ---------------- | ------------- | --------- |
| 1    | Marco Pantani    | Mercatone Uno | 95h10'15" |
| 2    | Pavel Tonkov     | Mapei         | a 1'28"   |
| 3    | Giuseppe Guerini | Team Polti    | a 5'11"   |

### 21ª tappa
- 6 giugno: Mendrisio (CHE) > Lugano (CHE) - Cronometro individuale – 34 km

Risultati
| Pos. | Corridore         | Squadra       | Tempo  |
| ---- | ----------------- | ------------- | ------ |
| 1    | Serhij Hončar     | Cantina Tollo | 39'54" |
| 2    | Massimo Podenzana | Mercatone Uno | a 29"  |
| 3    | Marco Pantani     | Mercatone Uno | a 30"  |

| Pos. | Corridore        | Squadra       | Tempo     |
| ---- | ---------------- | ------------- | --------- |
| 1    | Marco Pantani    | Mercatone Uno | 95h50'39" |
| 2    | Pavel Tonkov     | Mapei         | a 1'33"   |
| 3    | Giuseppe Guerini | Team Polti    | a 6'51"   |

### 22ª tappa
- 7 giugno: Lugano (CHE) > Milano – 101,6 km

Risultati
| Pos. | Corridore           | Squadra       | Tempo    |
| ---- | ------------------- | ------------- | -------- |
| 1    | Gian Matteo Fagnini | Saeco         | 2h57'53" |
| 2    | Massimo Strazzer    | Cantina Tollo | s.t.     |
| 3    | Zbigniew Spruch     | Mapei         | s.t.     |

| Pos. | Corridore        | Squadra       | Tempo     |
| ---- | ---------------- | ------------- | --------- |
| 1    | Marco Pantani    | Mercatone Uno | 98h48'32" |
| 2    | Pavel Tonkov     | Mapei         | a 1'33"   |
| 3    | Giuseppe Guerini | Team Polti    | a 6'51"   |

## Classifiche finali

### Classifica generale - Maglia rosa
| Pos. | Corridore        | Squadra        | Tempo     |
| ---- | ---------------- | -------------- | --------- |
| 1    | Marco Pantani    | Mercatone Uno  | 98h48'32" |
| 2    | Pavel Tonkov     | Mapei-Bricobi  | a 1'33"   |
| 3    | Giuseppe Guerini | Team Polti     | a 6'51"   |
| 4    | Oscar Camenzind  | Mapei-Bricobi  | a 12'16"  |
| 5    | Daniel Clavero   | Vitalicio Seg. | a 18'04"  |
| 6    | Gianni Faresin   | Mapei-Bricobi  | a 18'31"  |
| 7    | Paolo Bettini    | Asics-CGA      | a 21'03"  |
| 8    | Daniele De Paoli | Ros Mary       | a 21'35"  |
| 9    | Paolo Savoldelli | Saeco          | a 25'54"  |
| 10   | Serhij Hončar    | Cantina Tollo  | a 25'58"  |

### Classifica a punti - Maglia ciclamino
| Pos. | Corridore           | Squadra       | Punti |
| ---- | ------------------- | ------------- | ----- |
| 1    | Mariano Piccoli     | Brescialat    | 194   |
| 2    | Marco Pantani       | Mercatone Uno | 158   |
| 3    | Gian Matteo Fagnini | Saeco         | 156   |
| 4    | Pavel Tonkov        | Mapei-Bricobi | 140   |
| 5    | Alex Zülle          | Festina-Lotus | 117   |

### Classifica scalatori- Maglia verde
| Pos. | Corridore           | Squadra       | Punti |
| ---- | ------------------- | ------------- | ----- |
| 1    | Marco Pantani       | Mercatone Uno | 89    |
| 2    | José Jaime González | Kelme         | 63    |
| 3    | Pavel Tonkov        | Mapei-Bricobi | 49    |
| 4    | Alex Zülle          | Festina-Lotus | 37    |
| 5    | Paolo Bettini       | Asics-CGA     | 30    |

### Classifica Intergiro - Maglia azzurra
| Pos. | Corridore           | Squadra        | Punti     |
| ---- | ------------------- | -------------- | --------- |
| 1    | Gian Matteo Fagnini | Saeco          | 62h32'12" |
| 2    | Mariano Piccoli     | Brescialat     | a 55"     |
| 3    | Nicola Loda         | Ballan         | a 2'29"   |
| 4    | Serhij Hončar       | Cantina Tollo  |           |
| 5    | Volodymyr Duma      | Scrigno-Gaerne |           |

### Classifica a squadre a tempi - Trofeo Fast Team
| Pos. | Squadra               | Tempo      |
| ---- | --------------------- | ---------- |
| 1    | Mapei-Bricobi         | 296h17'54" |
| 2    | Mercatone Uno-Bianchi | a 17'11"   |
| 3    | Saeco-Cannondale      | a 50'22"   |
| 4    | Team Polti            | a 1.05'41" |
| 5    | Vitalicio Seguros     | a 1.10'45" |

### Classifica a squadre a punti - Trofeo Super Team
| Pos. | Squadra               | Punti |
| ---- | --------------------- | ----- |
| 1    | Team Polti            | 479   |
| 2    | Mapei-Bricobi         | 469   |
| 3    | Mercatone Uno-Bianchi | 381   |
| 4    | Asics-CGA             | 373   |
| 5    | Saeco-Cannondale      | 325   |